# Gustav Lotterer
Gustav Lotterer (Tuttlingen, 9 maart 1906 – aldaar, 21 januari 1987) was een Duits componist, dirigent en arrangeur. Voor bepaalde werken gebruikte hij het pseudoniem: Bill Brooklyn. 

## Levensloop
Lotterer was een zoon van een muziekinstrumentenbouwer en kreeg van zijn vader ook zijn eerste muziekles voor viool en hoorn. Al spoedig werd hij hoornist in de Tuttlinger Stadtkapelle en op 18-jarige leeftijd in het Militaire muziekkorps van het cavalerieregiment in Bad Cannstatt. Hij studeerde aan de Staatliche Hochschule für Musik und Darstellende Kunst Stuttgart in Stuttgart bij Prof. Roth harmonie en compositie. Met een studiebeurs kon hij aan de Hochschule für Musik in Berlijn zijn studie met het diploma als "Musikmeister" afsluiten. 
Hij werd dirigent van het Militaire Trompetterkorps in Ulm. In 1940 veranderde hij zich en werd als "Obermusikmeister" dirigent van de Militaire muziekkapel van het Infanterie Regiment nr. 109 in Karlsruhe. Na de Tweede Wereldoorlog werd hij stedelijk muziekdirecteur in zijn geboortestad Tuttlingen en was eveneens dirigent van de Stadtkapelle Tuttlingen. In deze functie bleef hij 23 jaar. Verder was hij dirigent van de Männergesangverein Tuttligen alsook van de Stadtkapelle Möhringen (1948-1960). In 1949 werd hij door de federatie Deutscher Volksmusikerbund tot "Bundesmusikdirektor" benoemd. In deze functie, die hij tot 1955 uitoefende, installeerde hij in het voormalige vrouwenklooster Inzigkofen een muziekacademie met vele cursussen voor dirigenten van harmonieorkesten. Voor deze muziekacademie kon hij vele bekende docenten winnen. Hij was een veel gevraagd jurylid bij concertwedstrijden in binnen- en buitenland.
Als componist schreef hij vooral werken voor harmonieorkest en voor koor. 

## Composities

### Werken voor harmonieorkest
- 1954 Volkslieder im Marschtempo, Potpourri
- 1954 Volkslied im Walzertakt, Potpourri
- 1954 Tanzen und Singen, Potpourri over bekende marsliederen
- 1955 Burletta-Ouvertüre
- 1955 Chorisches Bläserstück
- 1955 Spanische Walzerskizze
- 1956 Volksfest in Tokay, ouverture
- 1957 Choralbuch für Bläser, voor harmonieorkest en orgel (of piano)
- 1958 Sammelruf der Bläser
- 1960 Alpenmelodie, symfonisch gedicht
- 1961 Der Reiter von Sedan, mars
- 1961 Reiter-Parade
- 1962 Die Namenlose, ouverture
- 1962 Slawa-Fantasie
- 1963 Am Golf von Baratti, suite 
  1. Kastell Populonia
  2. Baratti
  3. Abendbummel am Strand
- 1964 Gar lustig ist die Jägerei, Potpourri met bekende jagersliederen
- 1966 Ouverture leggiero
- 1967 Hymnisches Musikspiel, voor harmonieorkest met fanfarentrompetten, pauken, tamboeren, tenor-(landsknechts) en kleine trommen
- 1967 Waldandacht
- 1968 Ein klarer Fall - Intermezzo alla marcia
- 1968 Suite popolare
- 1971 Ungarische Fantasie nr. 3
- 1971 Zürcher Panorama, ouverture
- 1975 Lux in terram, mars
- 1978 Ungarische Fantasie nr. 4
- 1980 Frohe Weihnachtszeit, Potpourri met kerstliederen
- 1980 Glück auf! Glück auf! - eine bergmännische Melodienfolge
- 1980 Thematische Skizze nach dem Lied "Geh aus mein Herz und suche Freud" von Johannes Schmidlin (1722-1772)
- Am Donaustrand, mars
- Am Gardasee, mars
- Am Neckarstrand, mars
- Am Tor der Heimat, mars
- Am Zürichsee, mars
- A tempo, mars
- Auf dem Berg, so hoch da droben
- Ballett-Ouvertüre nr. 1
- Ballett-Ouvertüre nr. 2
- Band-Parade (Intermezzo alla Marcia)
- Bataillon Garde, mars
- Besuch bei Lortzing
- Besuch bei Millöcker
- Besuch bei Offenbach
- Burgserenade
- Con eleganza
- Der Adler von Paris, mars
- Deutsche Märchenskizze
- Die Straße nach Jelowka, ouverture
- Dolce far niente (Eine kleine Urlaubsmelodie)
- Durch sonniges Land, mars
- Festliche Fanfare
- Frischer Wind, mars
- Gruß aus München, mars
- Gruß aus Tirol, mars
- Intermezzo alla marcia
- Intrade
- Junge Musikanten, mars
- Klippeneck-Piloten, mars
- My Hobby, dixieland-mars
- Ouvertüre über eine Volksmelodie
- Parademarsch 08/15
- Rund um Stuttgart
- Salzburger Freunde, mars
- Schwabengruß, mars
- Schwarzes Pferdchen, mars
- Serenade in Es
- Serenata seriosa
- Sonne über Arizona, ouverture
- Stern von Viareggio, concertwals
- Thematische Szizze
- Ungarische Fantasie nr. 1
- Ungarische Fantasie nr. 2
- Varallo Sesia, mars
- Volkslied im Bläserklang, selectie
- Wanderliedermarsch
- Zwei Bläsersätze in Bes

### Vocale muziek

#### Werken voor koor
- 1961 Ich hört' in der Nacht, voor gemengd koor en piano
- Der Tuttlinger Narrenmarsch - Das Lied vom Kischtämännle, voor gemengd koor en piano - tekst: Ludwig Gramlich
- Möhringer Narrensang, voor gemengd koor en piano

#### Liederen
- 1966 Das Lied vom Bodensee "Von Östreich schaut der Pfänder her", voor zangstem en piano

### Kamermuziek
- 1963 Horn-Quartette - 38 ausgewählte Lieder und Chöre, voor 4 gelijke instrumenten (hoorns, trompetten, klarinetten etc.)
- 1982 Klarinetten-Folklore - 30 ausgewählte Lieder und Chöre im Volkston, voor 4 klarinetten

### Pedagogische werken
- 1963 Unser täglich Brot ein Tonleiterbüchlein - für den Gebrauch des einzelnen Bläsers, sowie für das Zusammenspiel im Blasorchester gedacht; Dur-, Moll- und chromatische Tonleitern

## Publicaties
- Rings um die Blasmusik. Mancherlei Theorien und Praktisches für den jungen Blasmusikdirigenten, Verlag Bund süddeutscher Volksmusiker, 1957. 87 p.
- Kunst und Humor Heiteres, Wahres u. e. wenig Unwahres über Kunst u. Künstler, Tuttlingen: Holzwarth, 1970. 62 p.
- In Dur und moll. Näheres über Harmonielehre, Karlsruhe: Georg Bauer Musikverlag, 1975. 38 p.